# Lew VI

Herb Lew VI vel Gruba I

Herb Gruba I odmienny

Lew VI (Gruba I, Grubba, Grubbe, Grubben, Gruben, Nieznachowski, Niesnachow, Nesuchow, Niezuchowski, Nieżuchowski, Lew) – kaszubski herb szlachecki, według Przemysława Pragerta odmiana herbu Lew.

## Opis herbu
Herb znany przynajmniej w dwóch wariantach. Opisy z wykorzystaniem zasad blazonowania, zaproponowanych przez Alfreda Znamierowskiego:
Lew VI (Gruba I, Grubba, Grubbe, Grubben, Gruben, Nieznachowski, Niesnachow, Nesuchow, Niezuchowski, Nieżuchowski, Lew): W polu błękitnym lew wspięty, złoty. Klejnot: nad hełmem bez korony pół lwa bez ogona jak w godle. Labry błękitne, podbite złotem.
Gruba I odmienny (Grubbe, Lew odmienny): Lew w klejnocie jest cały, z ogonem.
Herb ten błędnie rekonstruuje Żernicki, dając lwa w klejnocie między dwoma skrzydłami orlimi.

## Najwcześniejsze wzmianki
Herb najwcześniej pojawia się na mapie Pomorza Lubinusa z 1618, następnie u Ledebura (Adelslexikon der preussichen Monarchie von...), w Nowym Siebmacherze, u Żernickiego (Der polnische Adel, Die polnischen Stamwappen), Wincklera (Die nationalitaten Pomerellens) i Ostrowskiego (Księga herbowa rodów polskich). W wariancie odmiennym herb wymienia Bagmihl (Pommersches Wappenbuch).

## Rodzina Grubów
Rodzina o nazwisku pochodzenia przezwiskowego. Najwcześniejsza wzmianka już w 1359 (Heynrich Gruben w Czyczkowych). Następne wzmianki z 1493 (Maciek, Kasper, Wojtek, Mieszko w Krępkowicach i Unieszynku), 1555 (Michael, Albrecht, Paul, Albrecht i Jakob Grubbe), 1601, 1608, 1618, 1621. Od posiadanej wsi przyjmowali nazwisko Krępiechowski, Gruba zatrzymując jako przydomek. Grubowie mieli też włości w dobrach leżących bezpośrednio w Rzeczypospolitej. Potwierdzają to wzmianki z lat 1526 (Łukasz Gruba w Borucinie), 1570 (Marcin Gruba w Borucinie, Piotr Gruba w Wyczechowie). Istnieli także Grubowie-Wyczechowscy i Grubowie-Borucińscy.

## Rodzina Krępiechowskich
Nazwisko tej rodziny pochodzi od Krępkowic (dawniej Krępiechowice). Wzmianka dotycząca Grubów z 1493, dotyczyła też „ich kuzynów z Krępiechowic”. Nazwiskami wymienianymi następnie w Krępkowicach były Białk, Gruba i Płochęć (być może takie nosili owi kuzyni z 1493). Wszystkie trzy zaczęły w XVI wieku występować z odmiejscowym nazwiskiem Krępiechowski. Najwięcej wzmianek pozostało po Gruba-Krępiechowskich: 1593, 1610, 1616 (Joachim Gruba Krępiechowski), 1721, 1722 (Maciej Gruba Krępiechowski), 1724 (Jakub Gruba Krępiechowski), 1722, 1723, 1724, 1726 (Adam Gruba Krępiechowski), 1738 (Anna von Gruba-Krempiechowska), 1745 (Ernest, Jan i Andrzej Gruba-Krempiechowscy). Nazwisko Białk wzmiankowane jest w latach: 1673 (Jerzy i Jakub Białk-Krępiechowski), 1721 (Jakub i Maciej Białkowie Krępiechowscy). Płochęciowie wzmiankowani są raz, w 1724 (Christian Plochentz Kręmpiechowski, Matthias Plochentz Kręmpiechowski). Przejściowo nazwiska Krępiechowski używali także Bronkowie (Paweł Bronk Krępiechowski w 1697) oraz Pawelcowie (Maciej Pawelc Krępiechowski w 1721). Wydaje się, że nazwisko Krępiechowski było tylko rzadkim dodatkiem do rodzin innych nazwisk, które osiadły na dłużej w Krępkowicach.

## Rodzina Nieznachowskich
Szlachta biorąca nazwisko od wsi Nieznachowo, używająca identycznego herbu co Grubowie. W związku z tym, część heraldyków przypisuje im wspólne pochodzenie. Właściciele wsi zapisywani byli we wzmiankach z 1493, 1575, 1601 i 1605 jako Nessnachow bądź Nesnechow i mieli wygasnąć już w XVII wieku.

## Rodzina Boruckich
Nazwisko Borucki przyjęła w XVI wieku szlachta posiadająca wieś Borucino. W roku 1570 po połowie wsi posiadali Marcin Gruba i Jan Drywa. Oba nazwiska były następnie używane z nazwiskiem odmiejscowym Borucki, a w wieku kolejnym zapisano Andrzeja i Jakuba Boruckich już bez pierwszego członu. Trudno zatem stwierdzić, do którego z dwóch rodów, Drywów, czy Grubów, należeli kolejni dziedzice Borucina noszący nazwisko Borucki. Drywowie byli odrębnym rodem, który posługiwał się być może herbem takim jak Drywowie-Zakrzewscy.

## Herbowni
Gruba (Grubba, Grubbe, Grubben, Grube, Gruben, Gruby).
Rodzina przyjmowała także przejściowo nazwiska odmiejscowe, pozostawiając Gruba jako część podwójnego nazwiska, lub całkowicie z niego rezygnując. Do nazwisk takich należały: Nieznachowski (Nesnachow, Nesnachowski, Nesnechow, Nessnachow, Nesuchow, Niezuchowski, Nieżuchowski (błędnie Niezachowski), Krępiechowski (Klempiechowski, Krampichowski, Krampiechowski, Krampikowski, Krampkewitz, Krempechowski, Krempechowsky, Krempiechowski, Krzempiechowski, Krzępiechowski), Borucki (Borenczin), Borutzki, błędnie - Bobrucki.
Polskie herbarze znają jedynie kujawską rodzinę Boruckich herbu Rola.
Grubowie-Krępiechowscy i Grubowie-Boruccy mogli też używać herbu Gruba II.
Krępiechowscy z innymi przydomkami używali zapewne innych herbów: Białk, Płochnicki (Płochęć), Pawelc, Bronk.
Tadeusz Gajl przypisał Nieznachowskim bardzo podobny herb, nazwany Lew V (błędnie).